# Pasmo C
Pasmo C (ang. C band) – fragment widma fal elektromagnetycznych w zakresie promieniowania mikrofalowego.

## Częstotliwości
Od 3,4 do 4,2 GHz

## Zastosowanie
W łączności satelitarnej jako sygnał dosyłowy analogowy lub cyfrowy.
W telewizji satelitarnej sygnał wykorzystywany jest przez kraje o dużej powierzchni, ze względu na szerokie wiązki tego pasma. Używają go przede wszystkim państwa azjatyckie (Rosja, Chiny, Turkmenistan, Tajwan), państwa obu Ameryk (USA, Brazylia) czy też kraje afrykańskie.